# Harry Thompson (calciatore)
Harry Thompson (Mansfield, 29 aprile 1915 – 29 gennaio 2000) è stato un allenatore di calcio e calciatore inglese, di ruolo centrocampista.

## Carriera

### Giocatore
Nella stagione 1938-1939 ha giocato nella massima divisione inglese con il Sunderland, segnando una rete in 11 partite di campionato e giocando anche 3 partite in FA Cup, competizione in cui la sua squadra raggiunse la semifinale. In precedenza aveva giocato anche con Mansfield Town e Wolverhampton.

### Allenatore
Tra il 1949 ed il 1958 ha allenato l'Oxford Utd, che all'epoca militava in Southern Football League, rimanendo alla guida del club per complessive 466 partite (210 vittorie, 87 pareggi e 169 sconfitte), e vincendo il campionato nella stagione 1952-1953.

## Palmarès

### Allenatore

#### Competizioni nazionali
- Southern Football League: 1

Oxford United: 1952-1953